# August Hammar
Johan August Harald Hammar, född 21 augusti 1861 i Karlskrona, död 17 april 1946 i Uppsala, var en svensk anatom och universitetslärare. Han var son till Olof Rudolf Hammar samt bror till Olof och Carl Elias Hammar.

## Biografi
Hammar avlade studentexamen i Uppsala 1879, och blev medicine kandidat 1885 samt medicine licentiat år 1890. År 1892 blev han medicine doktor 1892, sedan han samma år utgivit och väl försvarat doktorsavhandlingen Bidrag till ledgångarnes histologi (översatt till tyska 1894). Samma år förordnades han även till docent i histologi vid Uppsala universitet, där han år 1894 utnämndes till extra ordinarie professor i anatomi. År 1898 utnämndes han till ordinarie professor i samma fakultet. År 1902 blev August Hammar ledamot av Kungliga Vetenskaps-Societeten i Uppsala, 1908 av Kungliga Vetenskapsakademien och 1919 av Fysiografiska sällskapet i Lund. Han är begravd på Uppsala gamla kyrkogård.

## Vetenskapliga arbeten
Hammars arbeten publicerades dels i Uppsala läkarförenings förhandlingar, vilka han redigerade 1896–1899, men också i flera tyska tidskrifter. Han författade ett stort antal anatomiska och embryologiska artiklar. Bland hans arbeten kan nämnas Zur Kenntniss des Fettgewebes (1895) och de två uppsatserna Über einen primären Zusammenhang zwischen den Furchungszellen des Seeigeleies (1896) och Über eine allgemein vorkommende primäre Protoplasmaverbindung zwischen den Blastomeren (1897), i vilka Hammar offentliggjorde sina i principiellt avseende betydelsefulla iakttagelser över sambandet mellan cellerna (blastomererna) under celldelningen i äggcellen. Kända är också Studien über die Entwickelung des Vorderdarmes und einiger angrenzenden Organe (1902), där han bland annat lämnade en för tiden värdefull framställning av gälspringorna hos människofostret, samt Zur Histogenese und Involution der Thymusdrüse (1905). Som undervisningsböcker på gymnasium användes hans Handledning vid elementära dissektioner. 1. Däggdjuren och  Handledning vid elementära dissektioner. 2. Fåglarne (utgivna i Verdandis småskrifter, 116 och 130). Hammar utökade kännedomen om thymuskörteln hos skilda djurformer med flera betydande undersökningar, exempelvis Zur Kenntnis der Teleostierthymus (1909), Zur gröberen Morphologie und Morphogenie der Menschenthymus (1911); en kritisk sammanställning av dittills vunna resultat gav Hammar i Fünfzig Jahre Thymusforschung (1909).